# Tambour battant (film, 2009)
Pour les articles homonymes, voir Tambour battant (film).
Pour plus de détails, voir Fiche technique et Distribution.
Tambour battant (en russe : Бубен, барабан) est un film russe du réalisateur Alexeï Mizguirev, sorti en 2009. Il présente plusieurs des  caractéristiques des films du groupe des cinéastes dits Nouveaux Calmes : l'action se déroule dans une petite ville de province, la modération et la sérénité dominent la mise en scène.
«  Mon film, aussi étrange que cela paraisse, parle d'amour. C'est quelque part dans les années 90, après la dislocation du pays (URSS). Une petite ville minière. Un film sur ce qui passait dans l'esprit des gens durant cette terrible époque. Sur la situation devant  laquelle ils se sont trouvés et comment chacun à sa manière a cherché désespérément à s'en sortir »
.
La ville où le réalisateur situe l'action, est le genre de ville de province, que le cinéma russe de l'époque utilise pour faire sentir, d'une certaine manière, que le temps s'est arrêté, que l'URSS n'est plus, sinon dans des ruines de sa grandeur passée .

## Synopsis
La directrice de la bibliothèque Ekaterina Artiomovna, la quarantaine, vit dans un appartement communautaire d'une ville minière de l'arrière pays à la fin des années 1990. Pour s'en sortir financièrement elle est obligée, en désespoir de cause, de
revendre des livres de la bibliothèque publique. Sa longue solitude n'est interrompue que par quelques conversations avec une amie. Elle fait la connaissance d'un officier de marine, qui s'avère être un ancien zek. Mais après s'être disputée avec lui elle retourne vers son amie. Ekaterina a un admirateur, le dentiste Igor, mais elle est obsédée par une vengeance et promet une récompense (l'appartement de feu son père) pour retrouver le meurtrier de son ancien amant. Elle décide finalement de se suicider.

## Fiche technique
- Titre original : Бубен, барабан
- Titre français : Tambour battant
- Réalisation et scénario : Alexeï Mizguirev
- Photographie : Vadim Deyev
- Producteur : Rouben Dichdichian
- Musique : Igor Vdovine
- Pays d'origine : Russie
- Format : Couleurs - 35 mm - Dolby Digital
- Genre : drame
- Durée : 105 minutes
- Budget : 2 millions de dollars US
- Dates de sortie :
  -  Russie : 13 juin 2009 (Kinotavr), 10 décembre 2009 (sortie nationale)
  -  Suisse : 7 août 2009 (Festival international du film de Locarno 2009)

## Distribution
- Natalia Negoda : Ekaterina Artiomovna
- Dmitri Koulitchkov : l'officier de la marine
- Elena Lyadova : l'amie
- Sergueï Neoudatchine : Igor, le dentiste
- Oleg Vassilkov : Ignat, frère d'Ekaterina

## Production

### Genèse et développement
Le nom du film Tambour battant ce sont les mots que l'héroïne conseille à son père malade de répéter quand son pouls bat trop vite.

### Attribution des rôles
Le visage de l'acteur Koulitchkov qui joue le rôle de l'officier de marine ressemble à celui de Vladimir Poutine. Le réalisateur appelle ce personnage un parasite.

### Tournage
Le film est tourné dans l'Oblast de Toula, dans les villes de  Donskoï, Kimovsk.

### Musique
Le film n'est accompagné d'aucune musique malgré son titre.

## Prix et récompenses
- Festival international du film de Locarno 2009 : Léopard pour la meilleure réalisation et Prix spécial du jury du Festival de Locarno.
- Prix de la mise en scène du Festival de cinéma des pays de l'Est au Cottbus (2009)
- Le diplôme du jury pour son humanisme au  Festival de cinéma des pays de l'Est au Cottbus (2009)
- Un Aigle d'or (2009) pour le meilleur rôle féminin à Natalia Negoda
- Le prix national de la critique Bely slon (L'éléphant blanc) pour le meilleur scénario (2009) à Alexeï Mizguirev
- Le prix national de la critique du Bely slon pour la meilleure interprète féminine (2009) à Natalia Negoda
- Nomination au Grand Prix» Kinotavr (2009)
- Nomination pour le meilleur travail de mise en scène au prix Nika (2010)
- Nomination pour le meilleur rôle féminin au Nika (2010)

## Sortie

### Accueil critique
- Ekaterina Barabach, dans la Nezavissimaïa Gazeta: « Natalia Negoda est parfaite pour jouer au début le moment où elle se décide, puis quand elle est décidée plus un seul muscle de son visage ne trésaille, pas une seule larme ne coule, pas d'hystérie, pas de cris. Mais ses yeux deviennent plus sombres, son regard est difficile à soutenir tant ils dévoilent sa passion. Shakespeare en gémirait d'envie»[5].
- Vassili Koretski, de TimeOut de Moscou : « Les problèmes soulevés sont connus, ce sont ceux de  „La Cerisaie“, et je crains qu'ils ne soient éternels: l'absence de cupidité face à la débrouillardise, l'intelligentsia face à l'esprit mercantile, les convictions face à la réalité.

L'éternel dédoublement hypocrite de la conscience russe (d'un côté il est honteux de voler, d'un autre il n'est pas possible de ne pas voler) est ramené  dans ce film au niveau du  conflit existentiel  universel